# توم مكاليستر
توم مكاليستر (بالإنجليزية: Tom McAlister)‏ هو لاعب كرة قدم بريطاني في مركز حراسة المرمى، ولد في 10 ديسمبر 1952 في كلايدبانك ‏ في المملكة المتحدة. لعب مع سويندون تاون وشيفيلد يونايتد وكولتشستر يونايتد ونادي بريستول روفيرز ونادي بلاكبول ونادي روذرهام يونايتد ووست هام يونايتد.